# 金毛凸額脊沫蟬
金毛凸額脊沫蟬（学名：Ariptyelus auropilosus）为尖胸沫蟬科凸額脊沫蟬屬下的一个种。